# مبارك (بني عبيد)
قرية مبارك هي إحدى القرى التابعة لمركز بنى عبيد في محافظة الدقهلية في جمهورية مصر العربية. حسب إحصاءات سنة 2006، بلغ إجمالي السكان في مبارك 3549 نسمة، منهم 1764 رجل و1785 امرأة.